# Gle Trienggadeng
Gle Trienggadeng är en kulle i Indonesien.   Den ligger i provinsen Aceh, i den västra delen av landet, 1 700 km nordväst om huvudstaden Jakarta. Toppen på Gle Trienggadeng är 64 meter över havet.
Terrängen runt Gle Trienggadeng är platt åt nordväst, men söderut är den kuperad. Havet är nära Gle Trienggadeng norrut. Runt Gle Trienggadeng är det tätbefolkat, med 427 invånare per kvadratkilometer. Närmaste större samhälle är Reuleuet, 12,7 km öster om Gle Trienggadeng. 